# 健康旅遊
健康旅遊（英語：Health Tourism），是一種利用各式天然資源的旅遊模式。

## 定義
參考多位學者後，發現「健康旅遊」與「保健旅遊」其名詞與解釋至今仍無一致，存有交錯混用情形(吳彬安，2007;蕭淑慧，2008;呂佩勳，2009;陳珮悌、蔡宏進、陳甫鼎，2010;薛堯舜、盧美麗，2011)。
單從英文解釋，Health Tourism是個體為要改善身心靈狀態而離開原居住或工作地，且透過觀光設施促進、穩定、適應與恢復體力、心理及社會福祉所使用的一種服務，其指涉範圍包括疾病預防性旅遊及療癒性旅遊。
世界旅遊組織(World Tourism Organization)和歐洲旅遊委員會(European Travel Commission) 2018年定義健康旅遊(Health tourism)包含了養生旅遊(Wellness tourism)與醫療旅遊(Medical tourism)
養生旅遊是一種旅遊活動，旨在改善和平衡人類生活的所有主要領域，包括身體、心理、情緒、職業、智力和精神。健康遊客的主要動機是參與預防性、主動性、改善生活方式的活動，例如健身、健康飲食、放鬆、照顧和治療。       
醫療旅遊是一種涉及使用實證醫療治療資源和服務（侵入性和非侵入性）的旅遊活動。這可能包括診斷、治療、治癒、預防和復健。 